# Castelo Dunskey

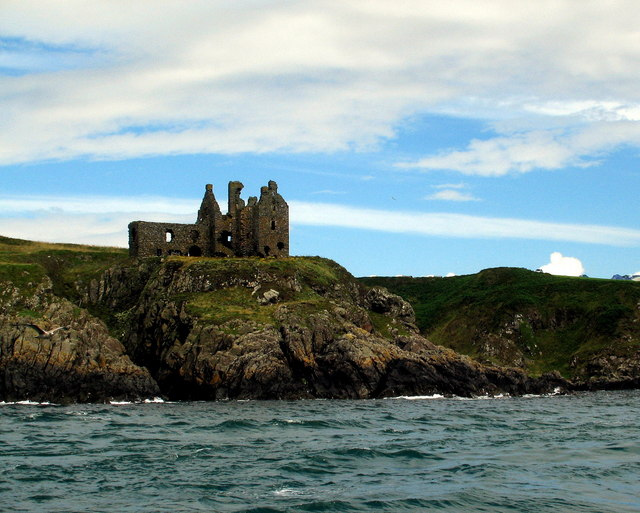
Castelo Dunskey, Escócia.

O Castelo Dunskey (em língua inglesa Dunskey Castle) é um castelo atualmente em ruínas localizado em Portpatrick, Dumfries and Galloway, Escócia. 
Encontra-se classificado na categoria "A" do "listed building" desde 20 de julho de 1972.